# Stare Polaszki
Stare Polaszki (kaszb. Stôré Pòlaszczi, niem. Alt Paleschken) – wieś pogranicza kaszubsko-kociewskiego w Polsce położona w województwie pomorskim, w powiecie kościerskim, w gminie Stara Kiszewa nad dopływem Wierzycy Kaczynką.
W latach 1975–1998 miejscowość administracyjnie należała do województwa gdańskiego.

## Zabytki
Według rejestru zabytków NID na listę zabytków wpisane są:
- kościół parafialny pw. św. Mikołaja, poł. XVIII w., nr rej.: 159 z 8.12.1961; barokowy z 1754 r., ufundowany przez starostę kiszewskiego Stanisława Skórzewskiego, z barokowym ołtarzem i trójbocznym prezbiterium;
- dwór Skórzewskich, obecnie szkoła, murowano-szachulcowy z 1748, nr rej.: 160 z 8.12.1961; przebudowywany w XIX i XX w., kryty łamanym dachem, z częściowo zachowanym parkiem oraz ceglanym murem, rozbudowany w 1988[6].

## Urodzeni w Starych Polaszkach
- Andrzej Bukowski – polski filolog, polonista, historyk literatury, redaktor, publicysta, wydawca i działacz regionalny, profesor zwyczajny, wykładowca Uniwersytetu Gdańskiego[7].

## Przypisy

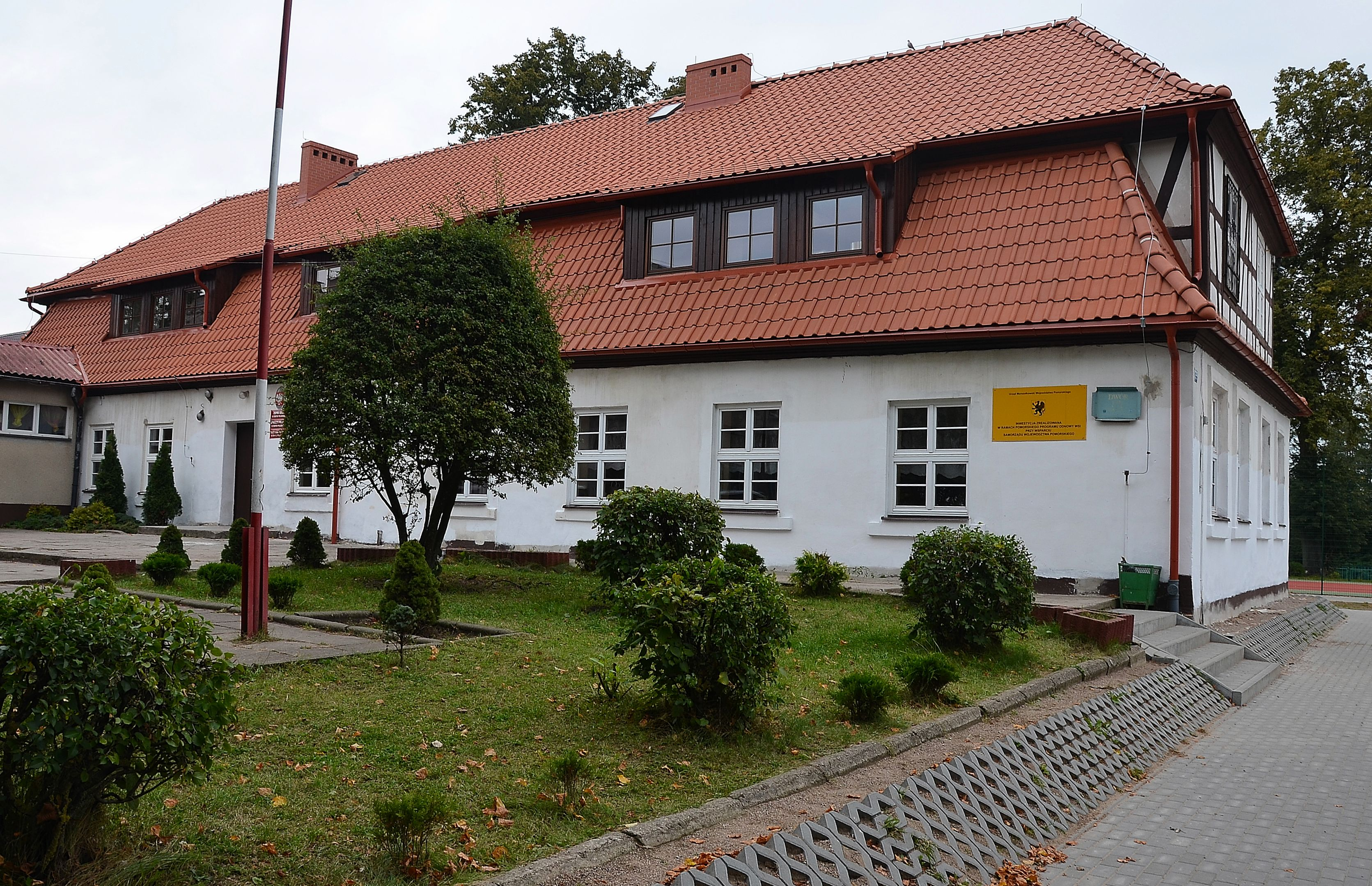
Dwór Skórzewskich